# Бланус Штрауха
Бланус Штрауха (лат. Blanus strauchi) — вид пресмыкающихся рода бланусы подотряда амфисбены.
Назван в честь российского зоолога А. А. Штрауха.

## Внешний вид
Общая длина тела не превышает 20 см. Небольшая голова треугольной формы закруглена на конце. Верхняя челюсть заходит за нижнюю. Голова отделена от туловища бороздкой, напоминающей воротник. Мелкие глаза погружены под кожу. Тело покрыто прямоугольными чешуйками, собранными в кольца. По бокам проходит продольная борозда, покрытая более мелкими чешуйками. Хвост очень короткий, занимает лишь десятую часть длины. Окраска варьирует от розоватой до фиолетовой.

## Распространение
Обитает в южной Турции, Сирии и северном Ираке, а также на юго-восточных островах Эгейского моря (Родос, Кос, Калимнос и другие). Возможно обитает в Израиле. Популяции из Ливана в настоящее время относят к другому виду, Blanus alexandri.

## Образ жизни
Занимает средиземноморские кустарниковые степи, леса, пашни и луга на высоте до 1800 м над уровнем моря. Предпочитает места с рыхлыми субстратами, такими как влажные песчаные почвы с высоким содержанием гумуса. Ведёт скрытный образ жизни, проводя большую часть жизни под землёй. Часто этот вид можно найти весной или зимой под камнями. На поверхность выбирается ночью или во время дождя, иногда пересекая автомобильные дороги. Питается муравьями, термитами и личинками насекомых. Будучи потревоженным, обхватывает хвостом корни или стебли растений. При поимке энергично извивается и может даже укусить. Спаривание происходит с февраля по июнь. Самки откладывают по 1—3 яйца в почву или гниющую древесину.

## Природоохранный статус
Вид широко распространён и имеет предположительно высокую численность, в связи с чем признан «вызывающим наименьшие опасения».

## Подвиды
Выделяют 2 подвида:
- Blanus strauchi strauchi (Bedriaga, 1884)
- Blanus strauchi bedriagae Boulenger, 1884